# فضاء بير (نظرية المجموعات)
في نظرية المجموعات، فضاء بير هو مجموعة من جميع التسلسلات اللانهائية للأعداد الطبيعية مع طوبولوجيا معينة. يستخدم هذا الفضاء بشكل شائع في نظرية المجموعات الوصفية، لدرجة أن عناصرها غالبا ما تسمى "حقيقية".